# Campeonato Sudamericano de Voleibol Femenino Sub-19 de 2022
El XXII Campeonato Sudamericano de Voleibol Femenino Sub-19 de 2022 fue un torneo de selecciones sudamericanas de jugadores de hasta 19 años que se llevó a cabo en La Paz (Bolivia), del 3 al 7 de octubre de 2022. El torneo fue organizado por la Confederación Sudamericana de Voleibol junto a la Federación Boliviana de Voleibol y otorgó tres cupos para el Campeonato Mundial de Voleibol Femenino Sub-18 de 2023.

## País anfitrión y ciudad sede
En febrero de 2022 la Federación Boliviana de Voleibol anunció que el Sudamericano Sub-18 se realizaría en su país, en principio en la fecha del 7 al 11 de septiembre, barajando como sedes las ciudades de La Paz y Cochabamba. En marzo de 2022 la FBV confirmó a La Paz como sede, pero ciertas reticencias por el tema de la altura provocaron que hasta poco antes del comienzo del torneo se haya barajado Cochabamba como sede alternativa. Tras solicitar una postergación del torneo a raíz de la pandemia de COVID-19 y por no contar con el piso flotante adecuado en el recinto, el 31 de agosto de 2022 la Federación Boliviana de Voleibol anunció que contaba con el visto bueno de la Confederación Sudamericana de Voleibol para realizar el torneo en la ciudad de La Paz en su fecha definitiva del 3 al 7 de octubre. La elección de la CSV marcó el retorno de un torneo internacional de voleibol femenino a Bolivia tras 17 años, siendo la última competencia de este tipo el Campeonato Sudamericano de Voleibol Femenino de 2005. Los totalidad de los partidos se disputaron en el Coliseo Julio Borelli a razón de tres por día.

### Formato de competición
Los seis equipos participantes se enfrentarán en un sistema de todos contra todos en un único grupo.
Los criterios de clasificación utilizados son los siguientes:
1. Mayor número de partidos ganados.
2. En caso de empate en número de partidos ganados, se aplica el primer criterio de desempate: mayor número de puntos obtenidos, los cuales son otorgados de la siguiente manera:
  - Partido con resultado final 3-0 o 3-1: 3 puntos al ganador y 0 puntos al perdedor.
  - Partido con resultado final 3-2: 2 puntos al ganador y 1 punto al perdedor.
3. Si los equipos siguen empatados después de revisar el número de partidos ganados y los puntos obtenidos, se aplica criterios de desempate adicionales en el siguiente orden:
  - Sets ratio: Proporción entre los sets ganados y los sets perdidos.
  - Puntos ratio: Proporción entre los puntos ganados y los puntos perdidos.
  - Si el empate persiste entre dos equipos, se le da prioridad al equipo que haya ganado el último partido entre los equipos implicados. Si el empate persiste entre tres o más equipos, se realiza una nueva clasificación solo tomando en cuenta los partidos entre los equipos involucrados.

#### Clasificación al Campeonato Mundial Sub-18
Los tres primeros lograrán la clasificación al Campeonato Mundial de Voleibol Femenino Sub-18 de 2023.

## Equipos participantes
Seis selecciones confirmaron su participación en la competencia. De manera referencial, se indica entre paréntesis el puesto de cada selección en el ranking mundial FIVB de la categoría vigente al momento del inicio del campeonato.
- Argentina (11)
- Bolivia (33) (local)
- Brasil (3)
- Chile (23)
- Perú (8)
- Venezuela (67)

## Resultados
- Las horas indicadas corresponden al huso horario local de Bolivia: UTC-4

### Grupo único
– Clasificado al Campeonato Mundial de Voleibol Femenino Sub-18 de 2023.
|     |           |     | Partidos | Partidos | Partidos | Sets | Sets | Sets  | Puntos | Puntos | Puntos |
| Pos | Equipo    | Pts | PJ       | PG       | PP       | SG   | SP   | Ratio | PG     | PP     | Ratio  |
| --- | --------- | --- | -------- | -------- | -------- | ---- | ---- | ----- | ------ | ------ | ------ |
| 1   | Argentina | 15  | 5        | 5        | 0        | 15   | 2    | 7.500 | 416    | 302    | 1.377  |
| 2   | Brasil    | 12  | 5        | 4        | 1        | 12   | 3    | 4.000 | 365    | 252    | 1.448  |
| 3   | Chile     | 9   | 5        | 3        | 2        | 9    | 8    | 1.125 | 387    | 388    | 0.997  |
| 4   | Perú      | 5   | 5        | 2        | 3        | 7    | 11   | 0.636 | 347    | 378    | 0.917  |
| 5   | Bolivia   | 4   | 5        | 1        | 4        | 7    | 12   | 0.583 | 367    | 432    | 0.849  |
| 6   | Venezuela | 0   | 5        | 0        | 5        | 1    | 15   | 0.066 | 268    | 398    | 0.673  |

| Fecha        | Hora  | Partido   | Partido   | Partido   | Sets  | Sets  | Sets  | Sets  | Sets  | Puntuación total | Reporte |
| Fecha        | Hora  |           | Resultado |           | 1     | 2     | 3     | 4     | 5     | Puntuación total | Reporte |
| ------------ | ----- | --------- | --------- | --------- | ----- | ----- | ----- | ----- | ----- | ---------------- | ------- |
| 3 de octubre | 16:00 | Chile     | 0–3       | Brasil    | 21–25 | 25–27 | 14–25 |       |       | 60–77            | CSV     |
| 3 de octubre | 18:00 | Perú      | 1–3       | Argentina | 21–25 | 25–16 | 12–25 | 15–25 |       | 73–91            | CSV     |
| 3 de octubre | 20:00 | Bolivia   | 3–0       | Venezuela | 25–16 | 27–25 | 25–16 |       |       | 77–57            | CSV     |
| 4 de octubre | 16:00 | Argentina | 3–0       | Chile     | 25–12 | 28–26 | 25–17 |       |       | 78–55            | CSV     |
| 4 de octubre | 18:00 | Venezuela | 0–3       | Perú      | 21–25 | 12–25 | 13–25 |       |       | 46–75            | CSV     |
| 4 de octubre | 20:00 | Bolivia   | 0–3       | Brasil    | 26–28 | 9–25  | 10–25 |       |       | 45–78            | CSV     |
| 5 de octubre | 16:00 | Venezuela | 0–3       | Argentina | 16–25 | 17–25 | 13–25 |       |       | 46–75            | CSV     |
| 5 de octubre | 18:00 | Brasil    | 3–0       | Perú      | 25–12 | 25–14 | 25–12 |       |       | 75–38            | CSV     |
| 5 de octubre | 20:00 | Bolivia   | 1–3       | Chile     | 17–25 | 27–29 | 25–21 | 18–25 |       | 87–100           | CSV     |
| 6 de octubre | 16:00 | Brasil    | 3–0       | Venezuela | 25–11 | 25–15 | 25–8  |       |       | 75–34            | CSV     |
| 6 de octubre | 18:00 | Perú      | 0–3       | Chile     | 17–25 | 20–25 | 24–26 |       |       | 61–76            | CSV     |
| 6 de octubre | 20:00 | Bolivia   | 1–3       | Argentina | 13–25 | 25–22 | 20–25 | 10–25 |       | 68–97            | CSV     |
| 7 de octubre | 16:00 | Chile     | 3–1       | Venezuela | 25–23 | 25–23 | 21–25 | 25–14 |       | 96–85            | CSV     |
| 7 de octubre | 18:00 | Bolivia   | 2–3       | Perú      | 25–16 | 25–19 | 16–25 | 13–25 | 11–15 | 90–100           | CSV     |
| 7 de octubre | 20:00 | Brasil    | 0–3       | Argentina | 20–25 | 20–25 | 20–25 |       |       | 60–75            | CSV     |

## Posiciones finales
| \| Pos. \| Selección \| \| ----------------- \| --------- \| \| Medalla de oro \| Argentina \| \| Medalla de plata \| Brasil \| \| Medalla de bronce \| Chile \| \| 4 \| Perú \| \| 5 \| Bolivia \| \| 6 \| Venezuela \| | Campeón Argentina 3º Título |
| Pos. | Selección                   |
| Medalla de oro | Argentina                   |
| Medalla de plata | Brasil                      |
| Medalla de bronce | Chile                       |
| 4 | Perú                        |
| 5 | Bolivia                     |
| 6 | Venezuela                   |

## Clasificados al Campeonato Mundial Sub-19 2023
| Bandera de Argentina | Bandera de Brasil | Bandera de Chile | Bandera de Perú |
| Argentina            | Brasil            | Chile            | Perú            |
| -------------------- | ----------------- | ---------------- | --------------- |

## Distinciones individuales
Al culminar la competición la organización del torneo entregó los siguientes premios individuales:
| Distinción        | Nombre           | Equipo    |
| ----------------- | ---------------- | --------- |
| MVP               | Milena Margaria  | Argentina |
| Mejor armadora    | Melany Detzel    | Argentina |
| Mejor opuesta     | Larisa Mendes    | Brasil    |
| 1.ª Mejor central | Bianca Garibaldi | Argentina |
| 2.ª Mejor central | Livia Reis       | Brasil    |
| 1.ª Mejor punta   | Martina Bednarek | Argentina |
| 2.ª Mejor punta   | Dominga Aylwin   | Chile     |
| Mejor líbero      | Josefina Yevenes | Chile     |